# كريستيان جيجير
كريستيان جيجير (بالإنجليزية: Christian Geiger)‏ هو متزحلق جبال الألب أسترالي، ولد في 29 مارس 1988 في St Leonards, New South Wales ‏ في أستراليا.

## وصلات خارجية
- كريستيان جيجر على موقع الاتحاد الدولي للتزلج (التزلج على المنحدرات الثلجية) (الإنجليزية)
- كريستيان جيجر على موقع Paralympic.org (الإنجليزية)
- كريستيان جيجر على موقع اللجنة البارالمبية الأسترالية (الإنجليزية)